# Hierarquia analítica
Na lógica matemática e na Teoria descritiva de conjuntos, a hierarquia analítica é uma extensão da hierarquia aritmética. A hierarquia analítica de fórmulas inclui fórmulas na linguagem da aritmética de segunda ordem, que podem ter quantificadores tanto sobre o conjunto dos números naturais, {\displaystyle \mathbb {N} },  quanto sobre as funções de {\displaystyle \mathbb {N} } em {\displaystyle \mathbb {N} }. A hierarquia analítica de conjuntos classifica-se pelas fórmulas que podem ser utilizadas para defini-las, que é a versão lightface da projeção hierárquica.

## A hierarquia analítica de fórmulas
A notação {\displaystyle \Sigma _{0}^{1}=\Pi _{0}^{1}=\Delta _{0}^{1}} indica a classe de fórmulas na linguagem da aritmética de segunda ordem sem quantificadores sobre conjuntos. Esta linguagem não contém conjuntos como parâmetros. As letras gregas aqui são símbolos lightface, que indicam a escolha da linguagem. Cada símbolo em negrito denota a classe correspondente de fórmulas na linguagem estendida com um parâmetro para cada Número real.
A fórmula na linguagem da aritmética de segunda ordem é definido como {\displaystyle \Sigma _{n+1}^{1}} se é logicamente equivalente a uma fórmula da forma {\displaystyle \exists X_{1}\cdots \exists X_{k}\psi } onde {\displaystyle \psi } é {\displaystyle \Pi _{n}^{1}}. Uma fórmula é definida como sendo {\displaystyle \Pi _{n+1}^{1}} se é logicamente equivalente a uma fórmula da forma {\displaystyle \forall X_{1}\cdots \forall X_{k}\psi } onde {\displaystyle \psi } é {\displaystyle \Sigma _{n}^{1}}. Esta definição indutiva define as classes {\displaystyle \Sigma _{n}^{1}} e {\displaystyle \Pi _{n}^{1}} para cada número natural {\displaystyle n}.
Se cada fórmula tem uma forma normal prenex , cada fórmula na linguagem da aritmética de segunda ordem é {\displaystyle \Sigma _{n}^{1}} ou {\displaystyle \Pi _{n}^{1}} para algum {\displaystyle n}. Dado que quantificadores inúteis podem ser adicionados a qualquer fórmula, uma vez que uma fórmula recebe a classificação {\displaystyle \Sigma _{n}^{1}} ou {\displaystyle \Pi _{n}^{1}} para algum {\displaystyle n} ela também receberá as classificações {\displaystyle \Sigma _{m}^{1}} e {\displaystyle \Pi _{m}^{1}} para todo {\displaystyle m} maior que  {\displaystyle n}.

## A hierarquia analítica dos conjuntos de números naturais
Ao conjunto dos números naturais é atribuída a classificação {\displaystyle \Sigma _{n}^{1}}se é definido pela fórmula {\displaystyle \Sigma _{n}^{1}}.  Ao conjunto é atribuída a classificação {\displaystyle \Pi _{n}^{1}} se for definido pela fórmula {\displaystyle \Pi _{n}^{1}}. Se o conjunto for tanto {\displaystyle \Sigma _{n}^{1}} como {\displaystyle \Pi _{n}^{1}} então lhe é dada a classificação adicional {\displaystyle \Delta _{n}^{1}}.
Os conjuntos {\displaystyle \Delta _{1}^{1}} são chamados Hiper aritméticos. Uma classificação alternativa para esses conjuntos por meio de de funções computacionais é fornecida pela Teoria Hiper aritmética. Ver Hiperoperação.

## A hierarquia analítica em subconjuntos dos espaços de Cantor e de Baire
A hierarquia analítica pode ser definida em qualquer espaço efetivo polonês que admite uma apresentação computável, a definição é particularmente simples para os espaços de Cantor e de Baire, porque eles se encaixam com a linguagem da aritmética de segunda ordem comum. O espaço de Cantor é o conjunto de todas as seqüências infinitas de 0s e 1s; o espaço de Baire é o conjunto de todas as seqüências infinitas de números naturais. Estes são ambos espaços poloneses.
A axiomatização ordinária de segunda ordem aritmética utiliza uma linguagem baseada em conjunto no qual o conjunto de quantificadores, naturalmente, pode ser visto como a quantificação ao longo do espaço de Cantor. Um subconjunto do espaço de Cantor é atribuído à classificação {\displaystyle \Sigma _{n}^{1}} se isto for definido por uma fórmula {\displaystyle \Sigma _{n}^{1}}. Ao conjunto é atribuída a classificação {\displaystyle \Pi _{n}^{1}} se este for definido por uma fórmula {\displaystyle \Pi _{n}^{1}}.  Se o conjunto for tanto {\displaystyle \Sigma _{n}^{1}} como {\displaystyle \Pi _{n}^{1}} então ele recebe a classificação adicional {\displaystyle \Delta _{n}^{1}}.  
Um subconjunto do espaço de Baire tem um subconjunto correspondente do espaço Cantor sob o mapa que leva cada função de {\displaystyle \omega } para {\displaystyle \omega }  para a função característica de seu gráfico . Ao subconjunto de espaço de Baire é dada a classificação {\displaystyle \Sigma _{n}^{1}}, {\displaystyle \Pi _{n}^{1}}, ou {\displaystyle \Delta _{n}^{1}}se e só se o subconjunto correspondente do espaço de Cantor tem a mesma classificação. Uma definição equivalente da hierarquia analítica em espaço de Baire é dada pela definição da hierarquia analítica de fórmulas utilizando uma versão funcional da aritmética de segunda ordem, logo a hierarquia analítica em subconjuntos de espaço de Cantor pode ser definida a partir da hierarquia no espaço de Baire. Esta definição alternativa dá exatamente as mesmas classificações, como a primeira definição.
A razão pela qual o espaço de Cantor é homeomórfico a qualquer potência cartesiana finita própria, e que o espaço de Baire é homeomórfico a qualquer potência cartesiana finita de si mesma, é que a hierarquia analítica se aplica igualmente bem a potência finita cartesiana desses espaços. A extensão semelhante é possível para potências contáveis e para os produtos de potências de espaço de Cantor e potências do espaço de Baire.

## Extensões
Assim como a hierarquia aritmética, uma versão relativizada da hierarquia analítica pode ser definida.  A linguagem é estendida para incluir um conjunto de símbolos constantes A. Uma fórmula na linguagem estendida é definida indutivamente como sendo {\displaystyle \Sigma _{n}^{1,A}} ou {\displaystyle \Pi _{n}^{1,A}} usando a mesma definição indutiva como acima. Dado um conjunto de {\displaystyle Y}, um grupo é definido como {\displaystyle \Sigma _{n}^{1,Y}} se for definido por uma fórmula {\displaystyle \Sigma _{n}^{1,A}} na qual o símbolo {\displaystyle A} é interpretado como {\displaystyle Y}; definições similares para {\displaystyle \Pi _{n}^{1,Y}} e {\displaystyle \Delta _{n}^{1,Y}} se aplicam. Os conjuntos que são {\displaystyle \Sigma _{n}^{1,Y}} ou {\displaystyle \Pi _{n}^{1,Y}}, para algum parâmetro Y, são classificados na hierarquia projetiva.

## Exemplos
- O conjunto de todos os números naturais que são índices de números ordinais computáveis é um {\displaystyle \Pi _{1}^{1}} que não é {\displaystyle \Sigma _{1}^{1}}.
- O conjunto de elementos de espaço de Cantor , que são as funções características bem ordenadas  {\displaystyle \omega } é um conjunto {\displaystyle \Pi _{1}^{1}} que não é {\displaystyle \Sigma _{1}^{1}}. Na verdade, este conjunto não é {\displaystyle \Sigma _{1}^{1,Y}} para nenhum elemento {\displaystyle Y} do espaço de Baire.
- Se o axioma da construtibilidade vale então existe um subconjunto do produto do espaço de Baire com ele, que é {\displaystyle \Delta _{2}^{1}} e é o gráfico de uma boa ordenação do espaço de Baire. Se o axioma vale então exixte também uma boa ordenação {\displaystyle \Delta _{2}^{1}}  sobre o espaço de Cantor.

## Propriedades
Para cada {\displaystyle n} temos as seguintes propriedades estritas:
{\displaystyle \Pi _{n}^{1}\subset \Sigma _{n+1}^{1}},
{\displaystyle \Pi _{n}^{1}\subset \Pi _{n+1}^{1}},
{\displaystyle \Sigma _{n}^{1}\subset \Pi _{n+1}^{1}},
{\displaystyle \Sigma _{n}^{1}\subset \Sigma _{n+1}^{1}}.
Um conjunto que está em {\displaystyle \Sigma _{n}^{1}} para algum n é dito ser analítico. O cuidado é necessário para distinguir este uso do termo conjunto analítico, que tem um significado diferente.